# Gasmangelsicherung

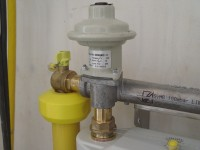
Gasmangelsicherung

Die Gasmangelsicherung (GMS, auch Gasmangelventil) ist ein Sicherheitsventil, welches bei unzulässigem Druckabfall selbständig die Gaszufuhr unterbricht. Das Ventil öffnet erst dann wieder, wenn ein bestimmter Druck nach dem Ventil wieder erreicht wird. Durch die Gasmangelsicherung wird vermieden, dass unbeobachtet Gas austreten kann.
Auf dem Markt sind auch integrierte Gasdruckregler, die die Funktionalität einer
Gasmangelsicherung sowie Gasströmungswächter und Sicherheitsabsperrventil kombinieren.